# Любомеж (гмина)
Любомеж (пол. Lubomierz) — городско-сельская гмина (волость) в Польше, входит как административная единица в Львувецкий повет, Нижнесилезское воеводство. Население — 5949 человек (на 2004 год).
Центр гмины — город Любомеж.

## Демография
| Перепись                       | Всего   | Всего | Женщины | Женщины | Мужчины | Мужчины |
| ------------------------------ | ------- | ----- | ------- | ------- | ------- | ------- |
| Единицы                        | человек | %     | человек | %       | человек | %       |
| Население                      | 5949    | 100   | 2985    | 50,2    | 2964    | 49,8    |
| Плотность населения (чел./км²) | 45,6    | 45,6  | 22,9    | 22,9    | 22,7    | 22,7    |

## Соседние гмины
1. Гмина Грыфув-Слёнски
2. Гмина Львувек-Слёнски
3. Гмина Мирск
4. Гмина Стара-Каменица
5. Гмина Влень